# Filippo IV di Macedonia
Filippo IV di Macedonia, figlio maggiore di Cassandro e di Tessalonica (sorellastra di Alessandro Magno) (... – 297 a.C.), è stato un sovrano macedone antico, salito al trono dopo la morte del padre.
Dopo soli quattro mesi di regno, Filippo morì di malattia nella località di Elateia, in Focide. 
Del suo breve regno non sono noti altri dettagli. Dopo la sua morte il governo fu retto congiuntamente dai suoi fratelli Antipatro II e Alessandro V.